# Бенсафрин
Бенсафрин (порт. Bensafrim) — район (фрегезия) в Португалии, входит в округ Фару. Является составной частью муниципалитета Лагуш. По старому административному делению входил в провинцию Алгарве (регион). Входит в экономико-статистический субрегион Алгарве, который входит в Алгарве. Население составляет 1533 человека на 2001 год. Занимает площадь 78,46 км².
Покровителем района считается Апостол Варфоломей (порт. São Bartolomeu).

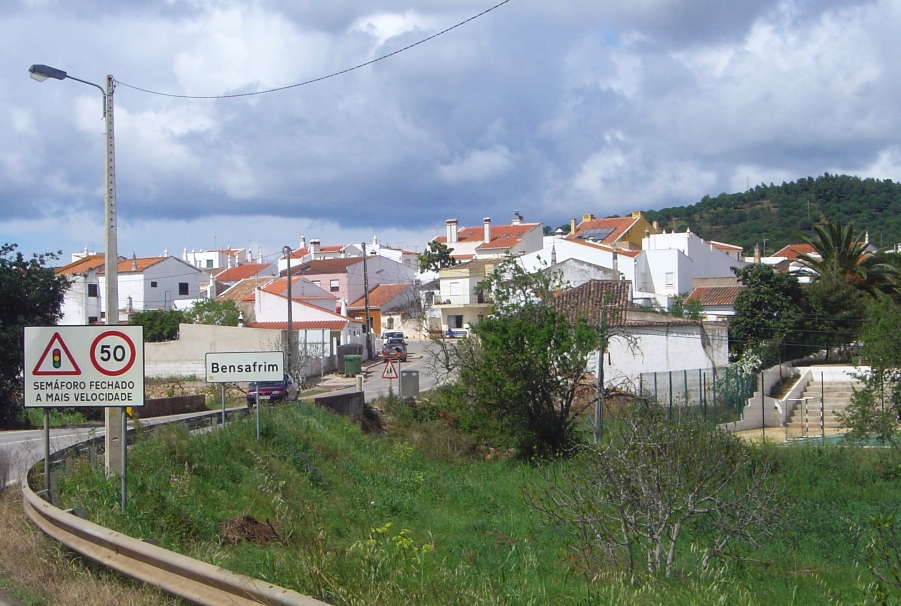

## Достопримечательности
- Менир Кабеса-ду-Рошеду (Menir da Cabeça do Rochedo)